# Про кохання (фільм, 1970)
«Про кохання» (рос. «О любви») — радянський художній фільм режисера Михайла Богіна. Знятий на Кіностудії ім. М. Горького у 1970 році. Прем'єра фільму відбулася 19 липня 1971 року.

## Сюжет
Галина працює реставратором у царскосельском Катерининському палаці. Вона скульптор і дуже серйозно і захоплено ставиться до своєї професії. Подруга по художньому училищу Віра, бажаючи влаштувати особисте і по суті самотнє життя Галини, знайомить її у себе вдома з колегами свого чоловіка — молодим талановитим інженером Мітею Веліховим і Андрієм. Міті явно подобається Галина і він починає активно доглядати за нею, вони проводять час в компанії спільних друзів, разом відпочивають, але Галина любить іншу людину — мовчазного і трохи загадкового Андрія.
Швидкоплинні, випадкові зустрічі з Андрієм не дають їй приводу думати, що він також захоплений нею, і висловити свої почуття першою Галина не наважується — Андрій одружений, тому вона йде з головою в улюблену роботу і, зблизившись було з серйозно налаштованим Мітею, згодом відмовляється від шлюбу з ним. Фільм закінчується знаменитою ліричною сценою жалю і прощання, віртуозно зіграною Вікторією Федоровою за допомогою прекрасної музики Євгена Крилатова.

## У ролях
- Вікторія Федорова —  Галина, скульптор-реставратор (роль озвучувала Ніна Меньшикова)
- Сергій Дрейден —  Мітя Веліхов
- Елеонора Шашкова —  Віра, подруга Галини
- Валентин Гафт —  Микола, чоловік Віри
- Володимир Тихонов —  Петро, брат Галини
- Олег Янковський —  Андрій, приятель Миколи
- Станіслав Чуркін —  маленький інженер
- Ніна Мамаєва —  Поліна Іванівна, керівник реставраторської майстерні
- Олена Соловей —  Рита, знайома Петра
- Микола Іванов —  добровільний помічник
- Олександр Кавалєров —  хлопець у музичного автомата
- Георгій Тейх —  професор Царгородський
- Зінаїда Дорогова —  Аня, нова дівчина Петра
- Тетяна Верховська —  дружина Андрія
- Елеонора Александрова —  Ніна, колега Галини
- Гелена Івлієва —  Гелена, подруга-реставратор
- Людмила Арініна —  співробітник
- Бібі Андерссон —  дівчина, яка зустрічає Миколи в аеропорту
- Геннадій Мастєров —  Гоша

## Знімальна група
- Автори сценарію: Юрій Клепіков, Михайло Богін
- Режисер-постановник: Михайло Богін
- Оператор-постановник: Сергій Філіппов
- Композитор: Євген Крилатов
- Художники-постановники: Марк Горелік, Андрій Валеріанов